# Bathybagrus grandis
Bathybagrus grandis är en fiskart som först beskrevs av Boulenger, 1917.  Bathybagrus grandis ingår i släktet Bathybagrus och familjen Claroteidae. IUCN kategoriserar arten globalt som livskraftig. Inga underarter finns listade.